# Delias timorensis
Delias timorensis é uma borboleta da família Pieridae. Foi descrita por Jean Baptiste Boisduval em 1836. Pode ser encontrada no reino da Australásia.
A envergadura é de cerca de 60-70 mm para machos e 64-71 mm para as fêmeas.

## Subespécies
- D. t. timorensis
- D. t. moaensis Rothschild, 1915
- D. t. babberica Talbot, 1939
- D. t. romaensis Rothschild, 1915
- D. t. ardesiaca Rothschild, 1915
- D. t. Gardineri Fruhstorfer, 1904
- D. t. vishnu Moore, 1857